# Kim Seol-hyun
Kim Seol-hyun (hangul: 김설현), även känd som Seolhyun, född 3 januari 1995 i Bucheon, är en sydkoreansk sångerska och skådespelare.
Hon har varit medlem i den sydkoreanska tjejgruppen AOA sedan gruppen debuterade 2012. Som skådespelare har hon medverkat i ett flertal TV-draman.

## Diskografi

### Album
| Datum       | Albumtitel    | Topplacering          |
| Datum       | Albumtitel    | Sydkorea (Gaon Chart) |
| ----------- | ------------- | --------------------- |
| 19 jun 2014 | Short Hair    | 4                     |
| 11 nov 2014 | Like a Cat    | 3                     |
| 22 jun 2015 | Heart Attack  | 2                     |
| 16 maj 2016 | Good Luck     | 2                     |
| 2 jan 2017  | Angel's Knock | 3                     |

## Filmografi

### Film
| År   | Titel                              | Roll          |
| ---- | ---------------------------------- | ------------- |
| 2015 | Gangnam Blues                      | Kang Seon-hye |
| 2017 | A Murderer's Guide to Memorization | Eun-hee       |

### TV-drama
| År   | Titel                 | Kanal | Roll        |
| ---- | --------------------- | ----- | ----------- |
| 2012 | Seoyoung, My Daughter | KBS2  | Seo Eun-soo |
| 2013 | Ugly Alert            | SBS   | Gong Na-ri  |
| 2015 | Orange Marmalade      | KBS2  | Baek Ma-ri  |